# بيت بن غرامة (يهر)

تعديل مصدري - تعديل

بيت بن غرامة هي إحدى قرى عزلة يهر بمديرية يهر التابعة لمحافظة لحج، بلغ تعداد سكانها 7 نسمة حسب تعداد اليمن لعام 2004.